# رابرت شکلی
رابرت شکلی (به انگلیسی: Robert Sheckley) (زاده ۱۶ ژوئیه ۱۹۲۸ - درگذشته ۹ دسامبر ۲۰۰۵) * نویسندهٔ یهودی آمریکایی سبک علمی-تخیلی است. اولین بار در مجلهٔ داستان‌های علمی-تخیلی مطلب نوشت. عنصر اصلی در بیشتر آثار او ابسوردیته و طنز تلخ است.*

## آثار
مشهورترین اثر او داروی ناساز* نام دارد که به فارسی ترجمه نشده‌است. همچنین داستان بلند ذهن چرخی او هم از شهرت قابل توجهی برخوردار است.
از او چند داستان کوتاه به فارسی ترجمه شده‌اند که برخی از آنها عبارت‌اند از:
- بدن (The Body)
- کفش (The Shoe)
- زن ایده‌آل
- به کابوس استاندارد خوش آمدید (Welcome to standard nightmare)
- بنگاه دنیاها (World Store)
- مزد خطر (The Prize of Prill)
- شهروندی در فضا
- فرستاده از جهان سبز و زرد

که اثر اول در مجلهٔ دانشمند و سه اثر بعدی ابتدا در بعد هفتم و دست آخر، پنج تای آخر در آکادمی فانتزی منتشر شده‌اند.
همچنین داستان کوتاه مادرشهر با عنوان اصلی Street of Dreams, Feet of Clay با ترجمهٔ محمد قصاع در کنار داستان به کابوس استاندارد خوش آمدید با ترجمهٔ مهرداد تویسرکانی در کتابی با همان عنوان مادرشهر به وسیلهٔ انتشارات آدینده نگار به چاپ رسیده‌است.